# アンド (バンド)
&（アンド）は、日本のヴィジュアル系ロックバンド。所属事務所はECCENTRIC AGENT。

## 概要
2007年8月8日、都内にて結成。コンセプトは「sympathy&nostalgia（共鳴と郷愁）」。メンバー全員が作曲を手掛ける。2011年10月から2012年10月までの1年間FM FUJI土曜22:00開始「Visualize Zone」枠にて「アンドのECCENTRIC AGENTに敬礼!」（24:00～24:30）の番組を担当。2013年1月20日15時台のメルマガ、ブログにて4月20日のShibuya O-EASTの単独公演ライブをもって解散することを正式に発表。2021年12月18日、高田馬場AREAで一夜限りの再結成復活公演開催予定。

## 解散後の活動
郁磨とKAJIは「かじっぃくま」の期間限定バンドで活動後にREIGNを結成して活動、KAJIはREIGN脱退後、breakin' holidayを結成して活動。けんはアンドの時と同じような普通に（表向きの）音楽活動はせず、秋葉原に念願の夢であったバンドマンが働くカフェ&バー「ACROSS THE BORDER」をオープン。店長兼マネージャーに就任して店舗を営業。解散後ほとんどジムへ行かなくなり、ほぼ毎日お酒の飲み過ぎのせいかバンド在籍時の75Kgから87kgへ激太りしたため、一部の人から「でぶけん」と言われ、本人も公認。キリと元メンバーの鈴音はヴィジュアル系バンド「LUCHe.」のサポートメンバーとして活動。後に、ヴィジュアル系バンド「リライゾ」を結成。キリはアンド結成時～解散後のLUCHe.サポートまで眼帯をしていたが、リライゾ結成時は眼帯を外した。PECOは解散後ブログにてライブ最終公演の事後報告のみで今後の活動は一切告知していなかった。本人曰く、過去のことを振り返りたくないという理由で今までのTwitterアカウントや公式ブログは全て削除、現在はTwitterのみ新アカウントで再開。2021年12月末を以て高田馬場AREAのライブハウスが建物の老朽化で閉店するにあたり12月18日の一夜限りの復活公演を予定しているが、出演メンバーはバンド結成時の郁磨、キリ、けん、鈴音の4人。Gu.PECOにあたっては一身上の理由で出演を辞退。

## メンバー
- Voice:郁磨（いくま）
  - 10月24日生まれ、血液型O型、身長164cm
- Guitar:キリ
  - 9月8日生まれ、血液型O型 、身長182cm
  - the GazettEのローディーを務めていたことがある。
- Guitar:PECO（ペコ）
  - 9月10日生まれ、血液型B型 、身長171cm
- Bass:けん
  - 8月8日生まれ、血液型B型 、身長178cm
- Drums:KAJI（カジ）
  - 10月3日生まれ、血液型O型 、身長181cm
  - 2010年8月31日加入。

### 旧メンバー
- Drums:鈴音（すずね）
  - 1月8日生まれ、身長178cm
  - 2010年8月8日脱退。

## ディスコグラフィー

### シングル
1. S級任務（2008年2月13日・2nd Press:5月1日）。
2. 蜥蜴-トカゲ-（2008年5月28日）オリコンインディーズチャート初登場12位
3. ジャック・ザ・リッパー（2008年12月10日）オリコンチャート初登場148位
4. ブラックアウト（2009年3月25日）オリコンチャート初登場117位
5. 白梅香（2009年5月27日）オリコンチャート初登場107位
6. ギャング 5〔five〕（2009年7月8日オリコンチャート初登場81位
7. 煉獄（2010年3月10日）オリコンチャート初登場45位、オリコンインディーズチャート初登場3位。2タイプ同時発売。
8. 兇（2010年5月26日）オリコンチャート初登場60位。2タイプ同時発売。
9. アネモネ（2010年9月29日）オリコンチャート初登場35位、インディーズチャート初登場2位。2タイプ同時発売。2作同時リリース作品。
10. bluff（2010年9月29日）オリコンチャート初登場36位、インディーズチャート初登場3位。2タイプ同時発売。2作同時リリース作品。
11. BLINDNESS（2010年12月29日）オリコンチャート初登場31位、オリコンインディーズチャート初登場2位
12. BLAZE（2011年9月14日）オリコンチャート初登場31位
13. Liberate（2011年12月28日）オリコンチャート初登場41位
14. 夢遊の籠（2012年4月25日）オリコンチャート初登場53位

### アルバム
1. 宣戦布告（2007年7月10日）
2. AGENT FILE（2009年2月11日）
3. -&-（2009年11月11日）オリコンチャート初登場63位
4. TRIGGER（2011年5月4日）オリコンチャート初登場57位

### DVD
1. 任務報告録（2010年3月14日）
  - 2010年1月3日、渋谷CLUB QUATTROにて行われたツアーライブ「アンド・東名阪単独公演巡業任務」の映像を収録。

### 配布・会場限定販売
- 蜘蟲（2007年8月25日）
  - HOLYDAY新宿にて無料配布。
- 冥逝会（2008年8月9日）
  - 恵比寿LIQUID ROOMにて限定販売。
- 共栄会（2008年8月9日）
  - 恵比寿LIQUID ROOMにて限定販売。
- ジャック・ザ・リッパーPV（2008年12月14日）
  - シングル『ジャック・ザ・リッパー』封入引き換え特典。
- 「特攻 神風大作戦-任務秘録-」～任務報告秘録～（2009年9月10日）
  - 「任務報告映像付招集令状」購入者引き換え特典。
- 蜘蟲-二〇一〇'-（2010年1月3日）
  - アルバム『-&-』封入引き換え特典。

### オムニバス参加作品
- CRUSH! -90's V-Rock best hit cover songs-（2011年1月26日）
  - 「ロマンス」をカバー。